# NAC in het seizoen 1999/00
Het seizoen 1999/00 was het 46e jaar in het bestaan van de Bredase betaaldvoetbalclub NAC. De club kwam uit in de Eerste divisie en eindigde daarin op de eerste plaats, dit betekende dat de club rechtstreeks promoveerde naar de Eredivisie. Tevens deed de club mee aan het toernooi om de KNVB Beker, hierin werd in de tweede ronde verloren van Eindhoven (1–2).

## Wedstrijdstatistieken

### Eerste divisie
|       | ADO Den Haag | Dordrecht '90 | Eindhoven | Emmen | Excelsior | Go Ahead Eagles | FC Groningen | HFC Haarlem | Helmond Sport | Heracles Almelo | RBC Roosendaal | Telstar | TOP Oss | BV Veendam | FC Volendam | VVV   | FC Zwolle |
| ----- | ------------ | ------------- | --------- | ----- | --------- | --------------- | ------------ | ----------- | ------------- | --------------- | -------------- | ------- | ------- | ---------- | ----------- | ----- | --------- |
| Thuis | 2 – 0        | 2 – 0         | 4 – 0     | 2 – 0 | 1 – 2     | 3 – 2           | 1 – 1        | 6 – 1       | 3 – 2         | 2 – 0           | 2 – 0          | 2 – 0   | 1 – 0   | 5 – 0      | 5 – 2       | 2 – 1 | 2 – 0     |
| Uit   | 3 – 0        | 1 – 3         | 2 – 4     | 0 – 2 | 2 – 3     | 2 – 3           | 3 – 2        | 0 – 1       | 0 – 3         | 4 – 3           | 0 – 1          | 0 – 2   | 1 – 3   | 0 – 2      | 1 – 3       | 2 – 1 | 4 – 3     |

### KNVB Beker
| Groepsfase                                              | NAC                                               | 4 – 1 (2 – 1) | TOP Oss                                                                |
| 7 augustus 1999 Plaats: Breda Rat Verlegh Stadion       | Artsjil Arveladze 8', 62', 78' Jeffrey van As 33' |               | 45' Edwin de Wijs                                                      |
| Groepsfase                                              | VV Kloetinge                                      | 0 – 6 (0 – 3) | NAC                                                                    |
| 10 augustus 1999 Plaats: Breda Rat Verlegh Stadion      |                                                   |               | 19' Michael Hansen 27', 51', 56', 87' Ferry van Vliet 35' Frank Broers |
| Groepsfase                                              | Baronie                                           | 2 – 4 (0 – 2) | NAC                                                                    |
| 24 augustus 1999 Plaats: Breda Rat Verlegh Stadion      | Johan Gabriels 69' Mark Santegoeds 77'            |               | 9', 23' Artsjil Arveladze 57' Michael Hansen 84' Earnest Stewart       |
| 21e ronde                                               | Eindhoven                                         | 2 – 1 (1 – 0) | NAC                                                                    |
| 23 september 1999 Plaats: Eindhoven Rat Verlegh Stadion | Bouarfa Yahiaoui 14' André van Tuinen 81'         |               | 82' Artsjil Arveladze                                                  |

## Selectie
| Naam                | Min.  | Duels | B  | Werd in het veld gebracht | Werd van het veld gehaald | Goal | Kreeg geel | Kreeg voor de tweede keer geel en dus rood | Weggestuurd |
| ------------------- | ----- | ----- | -- | ------------------------- | ------------------------- | ---- | ---------- | ------------------------------------------ | ----------- |
| Alfred Schreuder    | 2874' | 32    | 32 | 0                         | 1                         | 3    | 3          | 0                                          | 0           |
| Jeffrey van As      | 2806' | 32    | 32 | 0                         | 1                         | 5    | 4          | 1                                          | 0           |
| Nebojša Gudelj      | 2088' | 31    | 21 | 10                        | 3                         | 5    | 2          | 0                                          | 0           |
| Rick Versteeg       | 2718' | 31    | 30 | 1                         | 3                         | 5    | 2          | 0                                          | 0           |
| Earnie Stewart      | 2345' | 29    | 28 | 1                         | 9                         | 8    | 1          | 0                                          | 0           |
| Artsjil Arveladze   | 2163' | 28    | 26 | 2                         | 11                        | 21   | 0          | 0                                          | 0           |
| Frank Broers        | 1953' | 27    | 23 | 4                         | 5                         | 5    | 2          | 1                                          | 0           |
| Maurice Steijn      | 1988' | 27    | 21 | 6                         | 2                         | 0    | 5          | 0                                          | 0           |
| Glen Salmon         | 1338' | 26    | 14 | 12                        | 9                         | 16   | 0          | 0                                          | 0           |
| Jan Willem van Ede  | 2107' | 25    | 25 | 0                         | 3                         | 0    | 1          | 0                                          | 0           |
| Ferry van Vliet     | 1044' | 24    | 9  | 15                        | 4                         | 1    | 1          | 0                                          | 0           |
| Dennis van der Ree  | 2019' | 23    | 23 | 0                         | 3                         | 0    | 2          | 0                                          | 0           |
| Sergio              | 1274' | 21    | 15 | 6                         | 6                         | 3    | 2          | 0                                          | 0           |
| Regillio Simons     | 1412' | 20    | 18 | 2                         | 13                        | 9    | 3          | 0                                          | 0           |
| Rob Penders         | 1260' | 14    | 14 | 0                         | 0                         | 0    | 4          | 0                                          | 0           |
| Kofi Mensah         | 906'  | 11    | 11 | 0                         | 3                         | 0    | 2          | 0                                          | 0           |
| Cristiano           | 417'  | 10    | 3  | 7                         | 1                         | 2    | 0          | 0                                          | 0           |
| Michael Hansen      | 487'  | 10    | 5  | 5                         | 3                         | 1    | 0          | 0                                          | 0           |
| Dave de Jong        | 460'  | 9     | 5  | 4                         | 3                         | 0    | 0          | 0                                          | 0           |
| Erwin van de Looi1  | 570'  | 7     | 6  | 1                         | 1                         | 0    | 0          | 0                                          | 0           |
| Wilko de Vogt       | 540'  | 6     | 6  | 0                         | 0                         | 0    | 0          | 0                                          | 0           |
| Danny D'Hondt       | 264'  | 4     | 2  | 2                         | 0                         | 0    | 0          | 0                                          | 0           |
| Ahmed Kasmi         | 255'  | 4     | 3  | 1                         | 1                         | 0    | 0          | 0                                          | 1           |
| Maarten Atmodikoro1 | 45'   | 2     | 0  | 2                         | 0                         | 0    | 0          | 0                                          | 0           |
| Ante Miličić1       | 97'   | 2     | 0  | 2                         | 0                         | 0    | 0          | 0                                          | 0           |
| Peter Thomson       | 61'   | 2     | 1  | 1                         | 1                         | 0    | 0          | 0                                          | 0           |
| Peter Zoïs          | 149'  | 2     | 1  | 1                         | 0                         | 0    | 0          | 0                                          | 0           |
| Marc Frijters       | 20'   | 1     | 0  | 1                         | 0                         | 0    | 0          | 0                                          | 0           |
|                     |       |       |    |                           |                           |      |            |                                            |             |
| Remco Frijters      | 0     | 0     | 0  | 0                         | 0                         | 0    | 0          | 0                                          | 0           |
| Jan Gaasbeek        | 0     | 0     | 0  | 0                         | 0                         | 0    | 0          | 0                                          | 0           |

1 Tijdens het seizoen vertrokken.

## Statistieken NAC 1999/2000

### Eindstand NAC in de Nederlandse Eerste divisie 1999 / 2000
| Stand | Gespeeld | Gewonnen | Gelijk | Verloren | Punten | Doelpunten voor | Doelpunten tegen |
| ----- | -------- | -------- | ------ | -------- | ------ | --------------- | ---------------- |
| 1e    | 34       | 27       | 1      | 6        | 82     | 84              | 36               |

### Topscorers
| #      | Naam              | Goal |
| ------ | ----------------- | ---- |
| 1.     | Artsjil Arveladze | 21   |
| 2.     | Glen Salmon       | 16   |
| 3.     | Regillio Simons   | 9    |
| 4.     | Earnest Stewart   | 8    |
| 5.     | Jeffrey van As    | 5    |
| 5.     | Frank Broers      | 5    |
| 5.     | Nebojša Gudelj    | 5    |
| 5.     | Rick Versteeg     | 5    |
| 9.     | Sergio            | 3    |
| 9.     | Alfred Schreuder  | 3    |
| 11.    | Cristiano         | 2    |
| 12.    | Michael Hansen    | 1    |
| 12.    | Ferry van Vliet   | 1    |
| Totaal | Totaal            | 84   |

| #      | Naam              | Goal |
| ------ | ----------------- | ---- |
| 1.     | Artsjil Arveladze | 6    |
| 2.     | Ferry van Vliet   | 4    |
| 3.     | Michael Hansen    | 2    |
| 4.     | Jeffrey van As    | 1    |
| 4.     | Frank Broers      | 1    |
| 4.     | Earnest Stewart   | 1    |
| Totaal | Totaal            | 15   |